# (257248) Chouchiehlun
(257248) Chouchiehlun est un astéroïde de la ceinture principale.

## Description
(257248) Chouchiehlun est un astéroïde de la ceinture principale. Il fut découvert le 20 mars 2009 à l'Observatoire de Lulin par Yuan-Sheng Tsai et Chen Tao. Il présente une orbite caractérisée par un demi-grand axe de 2,36 UA, une excentricité de 0,15 et une inclinaison de 1,6° par rapport à l'écliptique.

## Compléments